# Oxytropis besseyi
Oxytropis besseyi là một loài thực vật có hoa trong họ Đậu. Loài này được (Rydb.) Blank. miêu tả khoa học đầu tiên.

## Hình ảnh

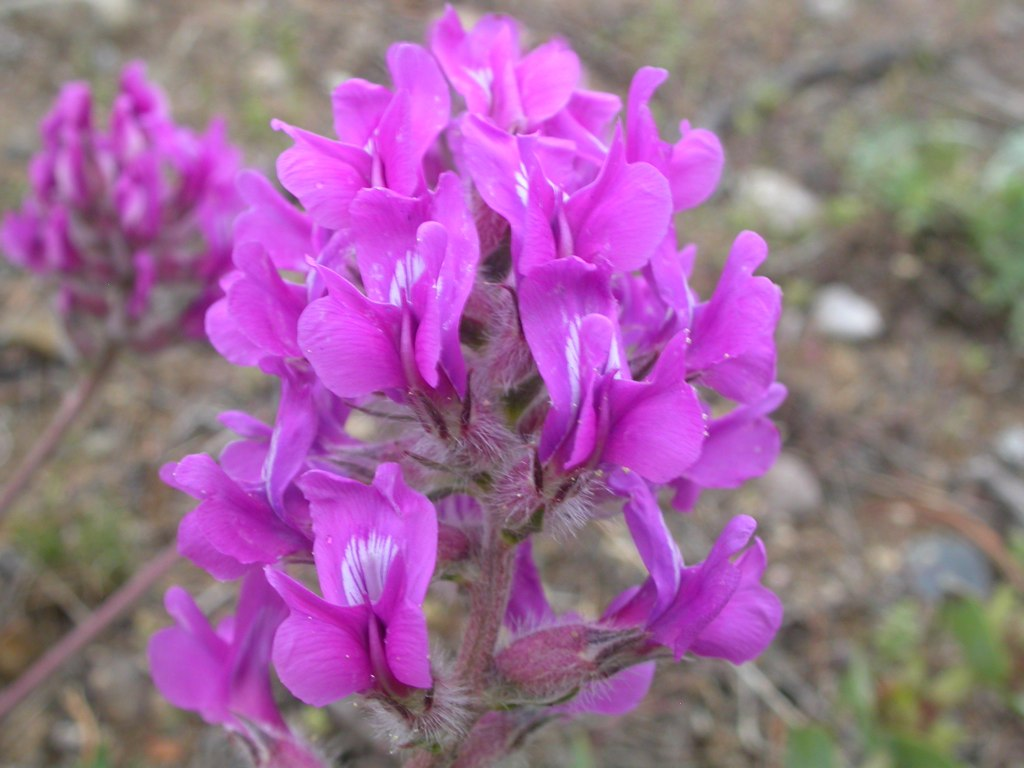
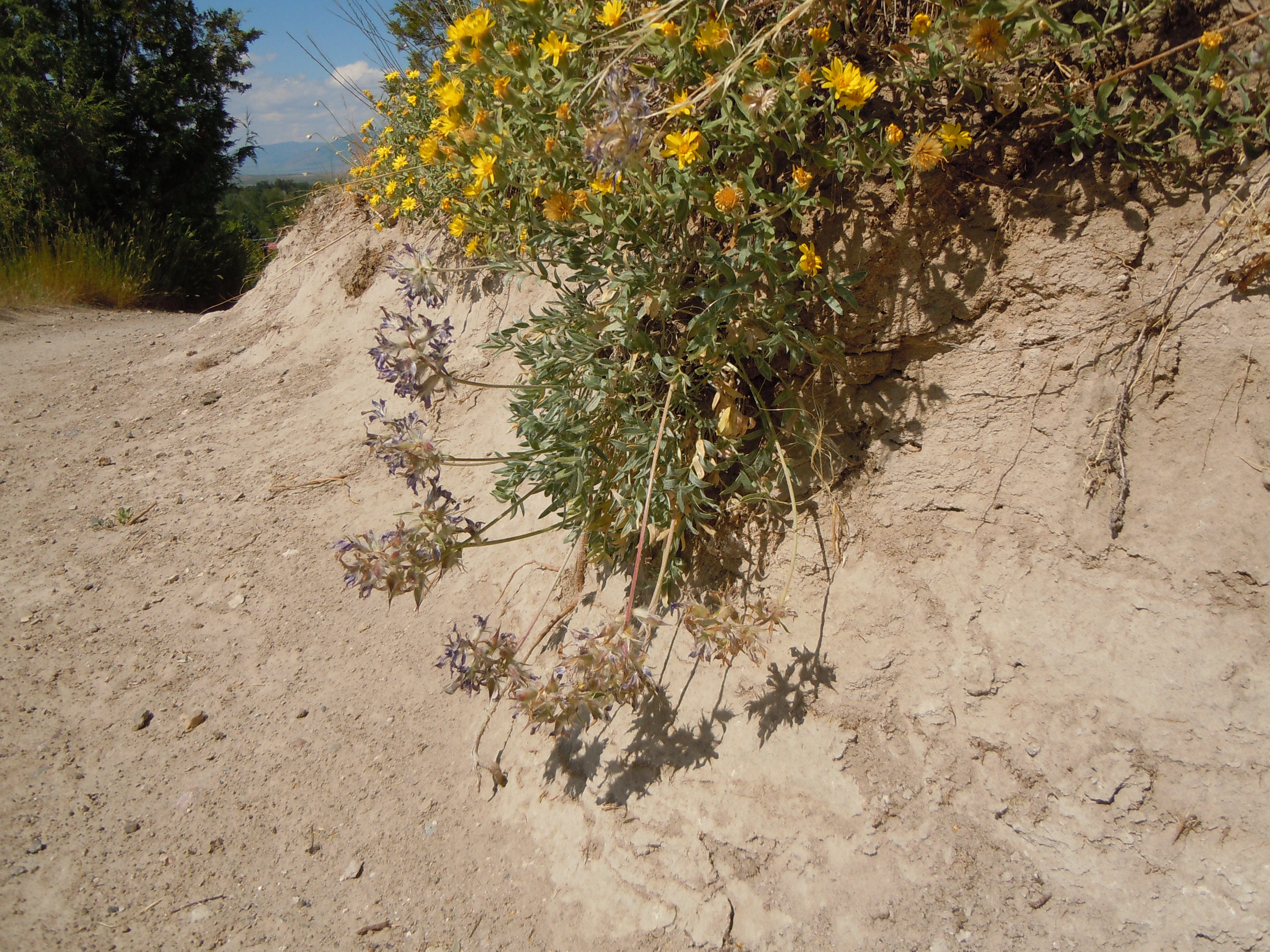
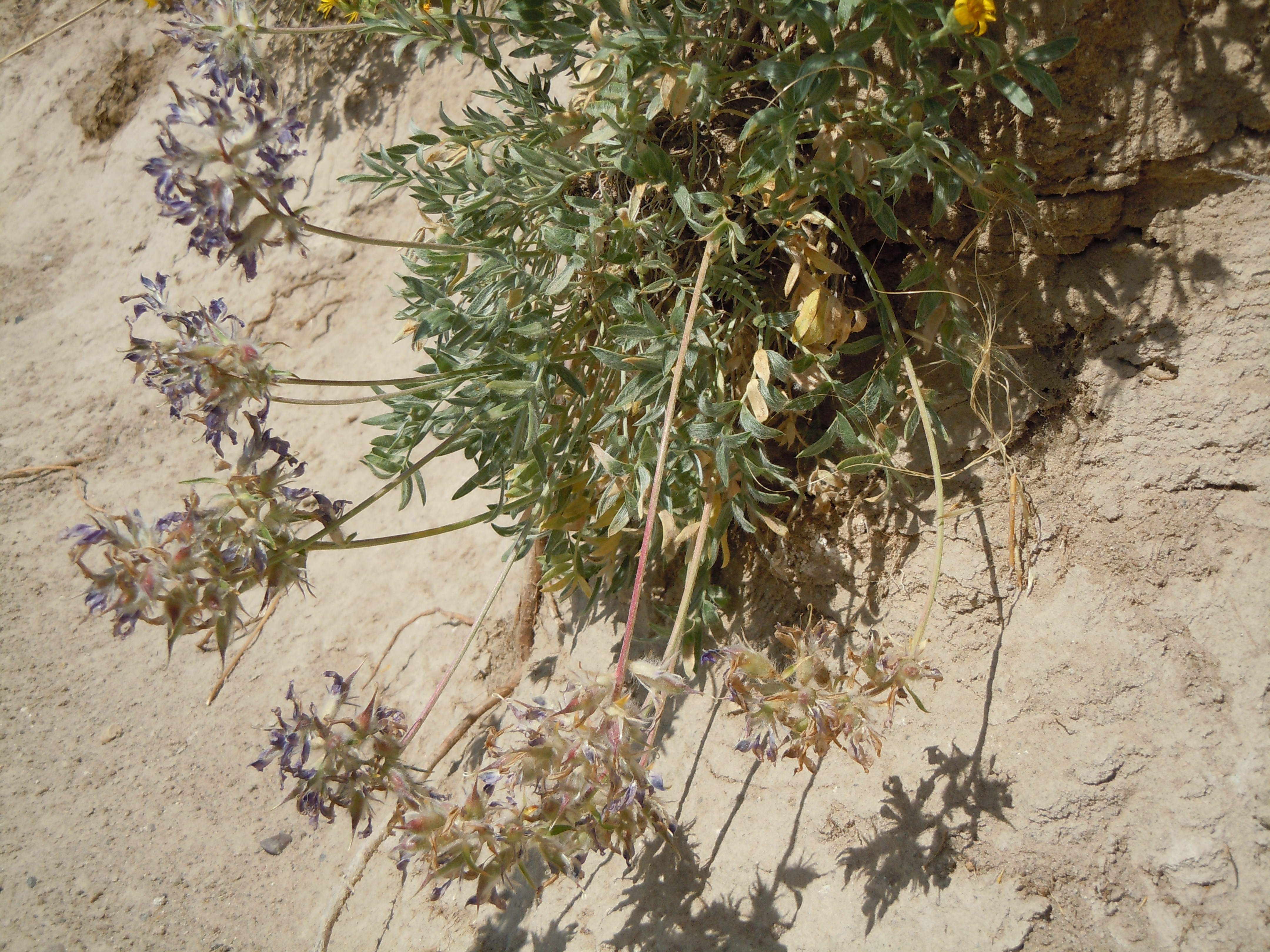